# Stadager Brugs
Stadager Brugs er et bygningsanlæg, der oprindeligt var placeret i den lille landsby Sundby på Nordfalster, hvor det blev opført i 1908. Bygningsanlægget består af butik med lagerkælder, uddelerbolig og forsamlingssal samt udhus. 
Stadager Brugs indgår i dag i Frilandsmuseets Stationsby-miljø, som har været under opførelse siden 1990'erne. Brugsbygningen blev hjemtaget til museet i 1997 og åbnede på museet i 2003.

## Stadager Brugsforening
I 1889 gik en kreds af gårdmænd, den nyligt tilflyttede grundtvigianske skolelærer ved Sundby skole P. K. Pedersen, og den lokale godsejer på Vennerslund, cand.jur. Johan Ludvig Grandjean, efter alt at dømme ud fra en ren idealistisk tilskyndelse, sammen og stiftede Stadager Brugsforening – opkaldt efter Stadager Sogn, som Sundby hørte under. Startkapitalen kom dels fra medlemmernes indskud og dels fra et lån på 3000 kr., som man optog i Sparekassen Nykøbing. Som formand i den første bestyrelse valgtes Johan Ludvig Grandjean, sognefoged H.P. Hansen blev næstformand og skolelærer P.K. Pedersen blev kasserer – en post han bestred lige indtil 1911. Den første uddeler blev kommis Alfred Holmberg fra Nykøbing, som valgtes blandt 50 ansøgere. De første mange år havde Brugsforeningen hjemme i et bindingsværkshus på bygaden, som til at begynde med ejedes af Grandjean, men, i 1892, blev købt af foreningen. Butiks- og lagerlokalet udgjorde tilsammen blot 35 kvadratmeter. Efter århundredskiftet nåede Stadager Brugsforening en omsætning på over 40.000 kroner om året og man begyndte at lægge an til at opføre et nyt hus til brugsen, som efterhånden var vokset ud af de trange og utidssvarende lokaler.

## Den nye bygning 1908
Brugsbygningen blev oprindeligt opført i Sundby i 1908 og skitseredes i 1907 af medlemmer af brugsens bestyrelse, formanden P. Sørensen og bestyrelsesmedlem, tømrer H. P. Petersen, i samarbejde med tømrer Laurits Mortensen. Laurits Mortensen og murer K. Christiansen opførte bygningen, der beløb sig til 10.000 kroner, som man lånte af godsejeren Grandjean. Netop i 1907-08 havde foreningen sit største medlemstal, nemlig 136, hvilket var noget nær overensstemmende med antallet af husstande i sognet.
I 1899 havde Stadager Brugsforening tilsluttet sig Fællesforeningen for Danmarks Brugsforeninger (FDB) og Stadager Brugs opnåede den store ære, at fællesforeningens første direktør, Severin Jørgensen, kom og talte ved indvielsen af den nye bygning i maj måned 1908. Det er betegnende for den kooperative ånd, at Severin Jørgensens portræt fremover hang på murpillen mellem vinduerne i bestyrelsesmødelokalet over butikken (her hænger det naturligvis også i museets udstilling i dag).
Initiativet til, at brugsbygningen skulle kombineres med forsamlingssal, tilskrives den grundtvigianske skolelærer P. K. Pedersen, som allerede i 1880’erne havde taget initiativet til en aftenskole i landbrugsregnskab for bønderne og til en sangforening. Men i øvrigt var det i Storstrøms Amt meget almindelig skik og brug at opføre en ”forsamlingsbrugs”. Hans Jørgen Hansen, som også var medlem af sognerådet, sad som uddeler i årene 1914-57. Gennem 40 år dannede salen, som brugsuddeler-parret også havde ansvaret for driften af, rammen om sognerådsmøder, missionsmøder, læseforening, bal, danseundervisning, familiefester, juletræsfest, gravkaffe, græsauktioner, andespil, vælgermøder og folketingsvalg – samt selvfølgelig brugsforeningens generalforsamlinger. Filmforestillinger af såvel oplysende som underholdende karakter var yderligere blandt forsamlingssalens tilbud. Filmfremviseren blev, som i en rigtig biograf, placeret bag en højtsiddende glasrude i salens østvæg og kunne betjenes fra en skabsanordning på loftets repos, som findes bag væggen. En ungdoms- og foredragsforening opstod også – igen på lærer P.K. Pedersens initiativ. Stadager Brugs har således været et vigtigt lokalt omdrejningspunkt, og mange mødtes på bænken i butikslokalet. 
Den øgede mobilitet, som udbredelsen af rutebiler og cykler medførte, gjorde imidlertid efterhånden dette beskedne lokale forsamlingshus mindre eftertragtet. I 1937 havde bestyrelsens daværende formand bedt FDB’s arkitektkontor om at udarbejde et projekt til en ny og større sal med bedre faciliteter, men økonomien blev anset for lovlig usikker og planerne blev skrinlagt. I forbindelse med ombygninger i 1952 blev det så besluttet, at forsamlingsalen skulle nedlægges og i stedet anvendes til vareafvejning og lager. I løbet af 1970’erne gik det samme vej med selve butikken og i 1982 blev Stadager Brugsforening nedlagt og butikken lukket.

## Bygningen
Stadager Brugs er en vinkelbygning, som består af en hovedfløj med butik og uddelerbolig samt en fra vejen let tilbagetrukket sidefløj med højtliggende forsamlingssal og høj lagerkælder. Den grundmurede bygning i gule maskinteglsten er opført i et nøgternt formsprog og det blanke murværk er fuldkomment enkelt og fladebetonet med hovedfløjens murede gesims med savtakskifte og tandsnit som eneste dekorative tilsnit. Murermesteren havde tilsyneladende problemer med beregningerne af murforbandtet, som ikke er konsekvent udlagt, ligesom Frilandsmuseets arkitekter har kunnet konstatere, at afslutningerne flere steder er skæve – detaljer, som er udtryk for landhåndværkerens udfordringer i forbindelse med datidens nye materialer, bygningstyper og konstruktionsprincipper.
Hovedfløjen er i én etage med udnyttet tagetage, hvor der er indrettet loftsrum og et mødelokale over butikken, hvor foreningens bestyrelsesmøder fandt sted, samt to små værelser over uddelerboligen i den modsatte gavlende. Uddelerens lejlighed har indgang gennem en fløjdør på langsiden – mens indgangen til brugsbutikken, ligeledes gennem fløjdør, findes i gavlen. Hovedfløjens sadeltag er hængt med cementtagsten. To murede skorstenspiber er symmetrisk placeret på tagryggen og relaterer sig hhv. til butikken og boligen. Sidefløjens sadeltag, som har en lavere hældning, er beklædt med tagpap og har, i modsætning til hovedfløjens tag, desuden udhæng og dekorative spær. Vinduerne er, ligesom dørene, fremstillet hos den lokale snedker og forekommer i en række forskellige formater og udformninger. Butikken har to store ”udstillingsvinduer” mod hovedgaden. Udstillingsvinduer var dengang et forholdsvis nyt fænomen affødt af tidens nye vareæstetik med markedsføring og præsentation af (mærke)varen. 
Udhuset, som ligger på tværs bag salens fløj, er ligeledes opført i gule teglsten og har tagpaptag med ensidig hældning. Her er der indrettet brænde- og kulhus, stald til hesten og grisen, latrin, vaskehus samt hønsehus. Som det også var tilfældet i Sundby, har uddeleren ud til hovedgaden en lille have bag et hvidmalet stakit, og på hjørnet ses også den benzinstander, som man ser på ældre fotografier af Stadager Brugs. 1930’ernes emaljerede reklameskilte har ligeledes genfundet deres oprindelige plads på butiksgavlen.

### Bygningens indre
Bygningens plan er praktisk disponeret med god forbindelse mellem de forskellige funktioner og der er desuden en markant niveauforskel de to fløje imellem. Sidefløjen rummer i den høje stueetage den gennemlyste forsamlingssal, som har tre vinduer på hver side og et lille cirkulært vindue øverst i gavlen. Den knap 70 kvadratmeter store sal har et fladbuet tøndehvælvet loft af ferniserede profilbrædder og et hvidskuret plankegulv. Indretningen er, og har altid været, beskeden (oprindeligt var her også en lille musiktribune til tre mand). Salens farvesætning i gult, grønt og rødt er genskabt på baggrund af farvearkæologiske undersøgelser, som det generelt er tilfældet i huset. Den høje, gennemlyste lagerkælder under salen er lys og funktionel, og har to-fløjet dør til varelevering ud mod gaden, men der er også direkte adgang til kælderen fra butikken.  
Salens forstue - eller ”telefonstuen”, idet den indeholder et telefonapparat - er placeret i hjørnet af hovedfløjen og danner forbindelse mellem butik og sal (Stadager Brugs fik installeret telefon efter århundredskiftet og var det første sted i Sundby, hvorfra det var muligt at telefonere - rabat på samtalerne var en medlemsfordel). Brugsbutikken er i alle detaljer indrettet som et butiksmiljø med et bredt sortiment fra 1930’erne og hyldevæggene bugner af tidens industrielt fremstillede forbrugsgoder med alverdens varemærker indenfor kolonial, tobak, husholdnings- og skønhedsprodukter mm., samt varer indenfor isenkram og tekstil. Enkelte indslag fra 1940’erne ses dog også. Det oprindelige butiksinventar blev i Sundby erstattet af et nyt i 1952, hvor en større ombygning og udvidelse af butikslokalet fandt sted. Det meste af det originale inventar fandtes imidlertid i behold. Butikken er derfor indrettet med sit oprindelige inventar, som museet hjemtog allerede i 1970’erne – sammen med en række originale varer. Der ud over har museet, efter alle kunstens regler, fremstillet emballage og skabt kopier af en række ældre varemærker til udstillingen. Den enkle vinkelstillede disk med vitrineskab er i sin tid fremstillet af den lokale snedker. Butikken er indimellem bemandet med en ekspedient, som sælger et udvalg af butikkens varer såsom kaffe, der males på kaffemøllen, Rich’s kaffeerstatning, legetøj, glansbilleder, bolcher, børster mm. 
Fra butikken er der adgang til brugsuddelerens lejlighed med spisestue, den ”fine stue”, soveværelse og køkken – samt de to små værelser i tagetagen, hvoraf det ene blev anvendt af brugsens ekspeditrice og det andet først af uddelerparrets søn og siden af kommisen, da sønnen havde forladt reden. I entreen ved boligens egen indgangsdør fra gaden, findes trappen til tagetagen. Træværket er ådret som mørke træsorter ligesom det er tilfældet i de to stuer på hver side af entreen. Til venstre findes spisestuen, som er karakteriseret ved historiserende, maskinfremstillede møbler fra FDB’s fabrik, som de så ud inden Børge Mogensen i 1940’erne radikalt ændrede kursen for FDB’s møbelproduktion, samt en tidstypisk radio fra 1930’erne. I den ”fine stue” på den anden side af entreen ses et møblement i mahognifinér med rød damask fra 1914. (snedkermøbler fra Nakskov). Tapeterne er generelt rekonstruerede ud fra tapetafdækninger og gardinerne er kopieret efter originale tekstiler fra perioden. Køkkenet, som der er adgang til fra spisestuen, er gennemført med køkkentøjsblåt og med støbejernkomfur og fra et rummeligt, hævet (jfr. de to fløjes forskudte niveauer) spisekammer kunne der serveres gennem en luge ind til forsamlingssalen. Der var ikke noget køkken til salen og al madlavning og kaffebrygning måtte foregå i uddelerens lille køkken. 
På Frilandsmuseet repræsenterer udstillingen af Stadager Brugs en kombination af det specifikke og det generelle. Butikken er genskabt nogenlunde som den tog sig ud og med det originale inventar – men altså også med en lang række varekopier af produkter, som brugsen solgte over hele landet. Brugsuddeler Hans Jørgen Jensen og hustrus indretning ved man ikke meget om og kun få møbler er bevaret – f.eks. pindestolene i bestyrelsens mødelokale. Man har derfor valgt at indrette spisestuen med egetræsmøbler – spisebord og stole, dækketøjsskab og lille sidebord – som er produceret på FDB’s møbelfabrik i Tarm, og som i 1929 blev købt af Kaj Victor Eriksen, da han blev brugsuddeler i Abildaa. I denne sammenhæng er der derfor først og fremmest fokus på den generelle fortælling om brugsforeningens omfattende indflydelse på hverdagslivet i de danske landsbyer og i mindre grad det regionale eller specifikke.   

## Stationsbyen på Frilandsmuseet
Allerede i slutningen af 1960’erne fostrede Frilandsmuseet, med den daværende overinspektør Peter Michelsen i spidsen, planer for en udstilling af nyere tid: 1880-1950. I 1969 og i løbet af 1970’erne skitseredes flere forslag til bygningstyper og plan, og det var dengang hensigten, at Andelsbyen, som projektet betegnedes, skulle placeres som en selvstændig museumsafdeling på ”Trekanten” ved det tidligere Landbrugsmuseum på den anden side af Kongevejen. Projektets realisering trak imidlertid ud og i sidste ende fik det i stedet en placering på Frilandsmuseets eksisterende areal i nær forbindelse med den tidligere Lyngby Landboskole, som også er planlagt indlemmet i museets udstilling. Andelstidens landsby skulle vise overgangen fra det gamle bondesamfund til et industrialiseret Danmark og bringe museets besøgende i forbindelse med en nærmere fortid, end museets hidtidige erhvervelser gjorde. Det var indlysende, at brugsforeningen skulle repræsenteres med en bygning, og FDB gik allerede i 1970’erne aktivt ind i projektet. Den pensionerede direktør for FDB’s centralafdeling i Vordingborg, Marius Pedersen, var behjælpelig med at finde det helt rigtige eksemplar og valget faldt på Stadager Brugs. Ved valget af Stadager Brugs fik museet meget fordelagtigt to bygningstyper i ét, da forsamlingshuset så samtidig var sikret. Bygningen blev omsider hjemtaget til museet i 1997, igen med støtte fra FDB i anledning af fællesforeningens 100-års jubilæum i 1996.
Brugsbygningen blev, som den første af Stationsbyens bygninger, åbnet på Frilandsmuseet i 2003 og indtager en central plads på hjørnet på Stationsbyens hovedgade. Siden da har den fået selskab af to værkstedsbygninger: Snedker- og tømrerværksted fra Borre, Møn, og Smede- og maskinværksted fra Rynkeby, Fyn, samt et transformatortårn i jernbeton fra Æbelnæs, Møn, opført af elselskabet SEAS i 1926. Detaljer som elmaster og milesten fuldender helheden i Stationsbyen. Hjemtaget er også Øresundsvej Station fra 1907, som får en placering for enden af hovedgaden og en tømmerlade fra Marstal fra 1906, som skal placeres syd for smedeværkstedet. Det er planen at Stationsbyen, når den er fuldført, skal rumme 10-15 bygninger. På Frilandsmuseets ønskeliste er bl.a. et andelsmejeri, et bageri, et andelsfrysehus, et missionshus og et statshusmandsbrug.

## Stationsbyen
”Stationsby” er en populær betegnelse for nye bydannelser 1850-1920, som ofte, men langtfra altid, opstod ved de mange jernbanestationer, som var resultatet af jernbanens store udbredelse i perioden. Disse byer opstod blandt andet omkring andelsbevægelsens institutioner som mejeriet og brugsforeningen samt private håndværks- og produktionsvirksomheder, der udover byens indbyggere også servicerede oplandets befolkning. Hjemmeproduktion af fødevarer og håndværk, som hidtil havde været normen, blev i stigende grad erstattet af professionelle, specialiserede erhverv ved selvstændige nærringsdrivende. Jernbanen gjorde det muligt at transportere, afsætte og levere varer i større partier og over større afstande.
Byggeriet på landet og ikke mindst stationsbyens typiske fremtræden var i begyndelsen af det 20. århundrede af danske skønånder udsat for en hård kritik, som gik på stationsbyernes tilfældige planlægning, ringe æstetiske standard samt mangel på tradition, hjemlighed og omhu. Man mente, at stationsbyernes bygningsmasse prægedes af planløshed, mangel på sammenhæng og formsans og af nye, ringere materialetyper – som for eksempel de masseproducerede cementtagsten (som også kan ses anvendt på Stadager Brugs), som erstatning for de traditionelle tagsten i tegl. Blandt de mange kritiske røster var Emma Gad, som i 1904 i Architekten opfordrede den danske arkitektstand til at gøre noget ved problemet. Blandt andet på denne baggrund etablerede Akademisk Architektforening i 1907 et Udvalg for et bedre Byggesæt paa Landet og en Tegnehjælp. På Landsudstillingen i Aarhus 1909 opførte man tilmed en mønstergyldig Stationsby med bidrag af en række af tidens væsentlige arkitekter. I 1915 mundede disse tiltag ud i etableringen af Landsforeningen Bedre Byggeskik.

## Eksterne kilder og henvisninger
- Frilandsmuseet Arkiveret 8. juni 2012 hos  Wayback Machine
- Stationsbyen under opbygning Arkiveret 20. marts 2013 hos  Wayback Machine

55°47′19.9″N 12°29′28.0″Ø / 55.788861°N 12.491111°Ø
|  | Denne artikel om lokaliteten Stadager Brugs kan blive bedre, hvis der indsættes et (bedre) billede. Du kan hjælpe ved at afsøge Wikimedia Commons for et passende billede eller lægge et op på Wikimedia Commons med en af de tilladte licenser og indsætte det i artiklen. |